# Gastrosporium
Gastrosporium là một chi nấm trong họ đơn chi Gastrosporiaceae, thuộc bộ Boletales.